# The Face of an Angel
The Face of an Angel és una pel·lícula del Regne Unit del 2014 del genere thriller psicològic. Està dirigida per Michael Winterbottom amb un guió escrit per Paul Viragh inspirat en el llibre Angel Face.
La pel·lícula està basada en la història real d'Amanda Knox, que va ser acusada de l'assassinat de Meredith Kercher el 2007.

## Casting
- Kate Beckinsale com a Simone Ford
- Daniel Brühl com a Thomas
- Cara Delevingne com a Melanie
- Genevieve Gaunt com a Jessica Fuller
- Ava Acres com a Bea
- Sai Bennett com a Elizabeth Pryce
- Rosie Fellner com a Katherine
- John Hopkins com a Joe
- Peter Sullivan com a James Pryce
- Alistair Petrie com a Steve
- Corrado Invernizzi com a Francesco
- Valerio Mastandrea com a Edoardo
- Andrea Tidona com a Ministre
- Austin Spangler com a Timothy
- Ranieri Menicori com a Carlo Elias

## Recepció
El film va rebre crítiques negatives, a Rotten Tomatoes va assolir una puntuació de 37% basant-se en 46 crítiques.